# مصورسازی (گرافیک رایانه‌ای)

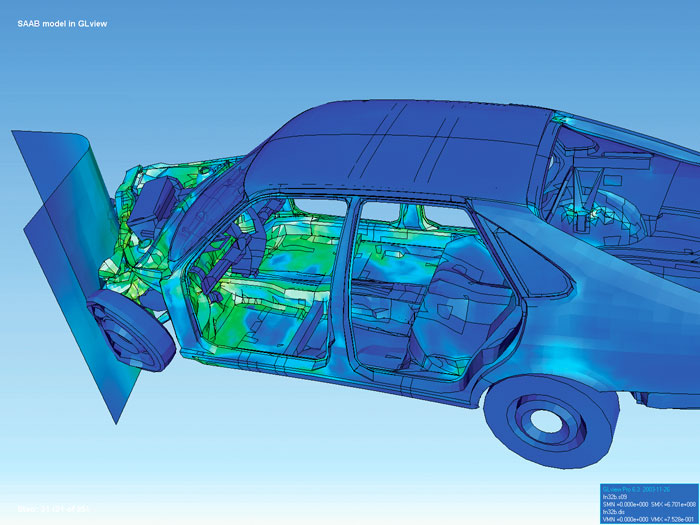
تجسم نحوه تغییر شکل خودرو در تصادف نامتقارن با استفاده از تجزیه و تحلیل عناصر محدود

مصورسازی (به انگلیسی: Visualization) هر روشی برای ایجاد تصاویر ، نمودارها یا انیمیشن ها برای برقراری ارتباط با یک پیام است. مصورسازی از طریق تصاویر بصری از طلوع بشریت راهی مؤثر برای برقراری ارتباط ایده های انتزاعی و عینی بوده است. در تاریخ نمونه هایی نظیر نقاشی غارها ، هیروگلیف مصری ، هندسه یونان و روشهای انقلابی لئوناردو داوینچی در ترسیم فنی برای اهداف مهندسی و علمی وجود دارد.
مصورسازی امروزه دارای کاربردهای رو به گسترش در علوم ، آموزش ، مهندسی (به عنوان مثال ، مصورسازی محصول) ، چند رسانه ای تعاملی ، پزشکی و ... است. یک نوع از مصورسازی ، حوزه گرافیک رایانه است . اختراع گرافیک رایانه ای (و گرافیک کامپیوتری سه بعدی ) ممکن است مهمترین تحول در مصورسازی از زمان اختراع چشم انداز مرکزی در دوره رنسانس باشد. توسعه انیمیشن به پیشرفت مصورسازی کمک زیادی کرد.

## بررسی اجمالی

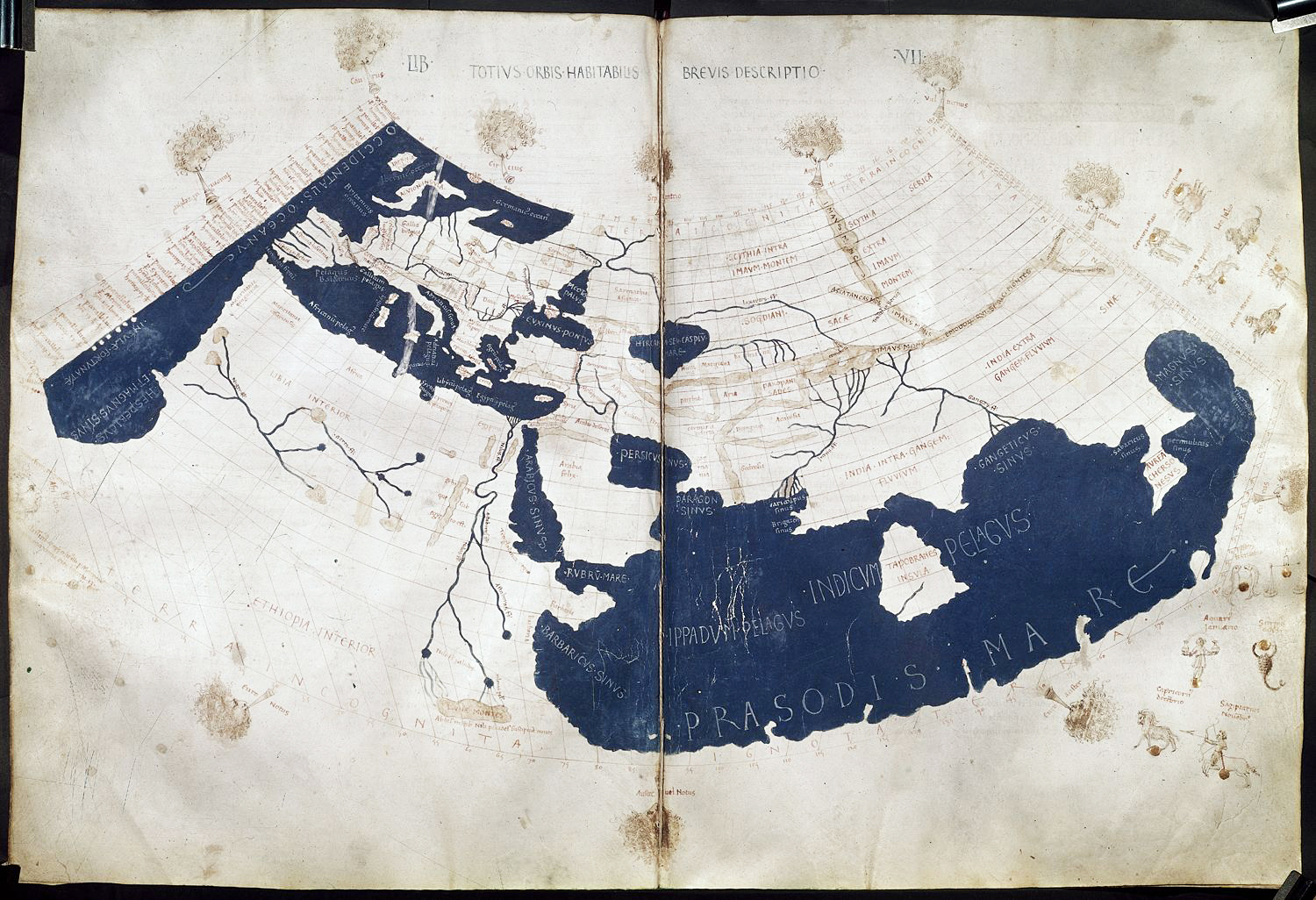
نقشه جهانی بطلمیوس ، بازسازی شده از جغرافیای بطلمیوس (حدود 150) ، نشانگر کشورهای " سریکا " و "سینا" (چین) در انتهای سمت راست ، فراتر از جزیره "تاپروبان" (سریلانکا ، بزرگ) و "اوره" خرسونسوس"(شبه جزیره جنوب شرقی آسیا)

نمودار اطلاعاتی چارلز مینارد از راهپیمایی ناپلئون

استفاده از مصورسازی برای ارائه اطلاعات اتفاق جدیدی نیست . بیش از هزار سال است که در نقشه ها ، طراحی های علمی و نمودار داده ها استفاده می شود. نمونه هایی از نقشه برداری شامل جغرافیای بطلمیوس (قرن 2 میلادی) ، نقشه چین (1137 میلادی) و نقشه مینارد (1861) از حمله ناپلئون به روسیه در یک و نیم قرن پیش می باشد . بیشتر مفاهیم آموخته شده در ابداع این تصاویر به شکلی ساده به مصورسازی رایانه منتقل می شوند. ادوارد توفت تا به حال سه کتاب نوشته است كه تحسین منتقدان را بر انگیخته است . او در این سه کتاب بسیاری از این اصول را توضیح می دهد.   
از گرافیک رایانه ای در ابتدا برای بررسی مشکلات علمی استفاده می شد . با این حال ، در روزهای اولیه کمبود قدرت گرافیکی مفید بودن آن را محدود میکرد . تأکید اخیر بر مصورسازی در سال 1987 با انتشار مصورسازی در محاسبات علمی ، ویژه نامه گرافیک رایانه ای آغاز شد.  از آن زمان ، چندین کنفرانس و کارگاه برگزار شده است که با حمایت مالی انجمن رایانه ای IEEE و ACM SIGGRAPH ، به موضوع کلی و زمینه های خاص در این زمینه اختصاص داده شده است ، به عنوان مثال مصورسازی حجمی .
اکثر مردم با انیمیشن های دیجیتالی تولید شده برای ارائه داده های هواشناسی در طول گزارش های هواشناسی در تلویزیون آشنا هستند ، گرچه تعداد کمی از آنها می توانند بین مدل های واقعیت و عکس های ماهواره ای که در چنین برنامه هایی نشان داده می شوند ، تفاوت قائل شوند . تلویزیون همچنین هنگامی که بازسازی های انیمیشنی از تصادفات جاده ای یا هواپیمایی را با رایانه نشان می دهد ، از مصورسازی علمی استفاده میکند . برخی از مشهورترین نمونه های مصورسازی علمی ، تصاویر تولید شده توسط رایانه است که فضاپیماهای واقعی را در عمل ، در فضای خالی بسیار فراتر از زمین یا در سیارات دیگر نشان می دهد . انواع مصورسازی پویا ، مثل انیمیشن آموزشی یا جدول زمانی ، توانایی بیشتری برای یادگیری در مورد سیستم هایی دارند که با گذشت زمان تغییر می کنند.
جدا از تمایز بین مصورسازی های تعاملی و انیمیشن ، مفیدترین طبقه بندی احتمالاً بین مصورسازی های علمی انتزاعی و مبتنی بر مدل است. مصورسازی های انتزاعی ، ساختارهای کاملاً مفهومی را به صورت دو بعدی یا سه بعدی نشان می دهد. این اشکال ایجاد شده کاملاً دلخواه هستند . مصورسازی های مبتنی بر مدل یا همپوشانی داده ها را بر روی تصاویر واقعی یا دیجیتالی ساخته شده از واقعیت قرار می دهند یا مستقیماً از داده های علمی ساخت دیجیتالی یک شی واقعی را ایجاد می کنند.
مصورسازی علمی معمولاً با نرم افزارهای تخصصی انجام می شود ، اگرچه چند مورد استثنا وجود دارد که در زیر ذکر شده است . برخی از این برنامه های تخصصی به عنوان یک نرم افزار منبع آزاد منتشر شده اند ، که اغلب ریشه در دانشگاه ها دارد ، در یک محیط دانشگاهی که اشتراک ابزارهای نرم افزاری و دسترسی به کد منبع معمول است. همچنین بسته های نرم افزاری اختصاصی بسیاری از ابزار مصورسازی علمی وجود دارد.
مدل ها و چارچوب های مصورسازی ساختمان شامل مدل های جریان داده ای است که توسط سیستم هایی مانند AVS ، IRIS Explorer و جعبه ابزار VTK و مدل های حالت داده در سیستم های صفحه گسترده مانند Spreadsheet برای مصورسازی و Spreadsheet برای تصاویر ، محبوب شده اند.

## کاربرد ها

### مصورسازی علمی

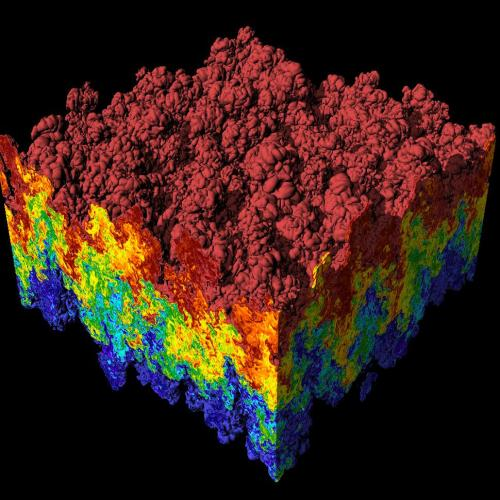
شبیه سازی بی ثباتی رالی-تیلور ناشی از دو مایعات مخلوط کننده

مصورسازی علمی به عنوان موضوعی در علوم کامپیوتر ، استفاده از بازنمودهای حسی تعاملی ، معمولاً بصری ، از داده های انتزاعی برای تقویت شناخت ، فرضیه سازی و استدلال است . مصورسازی داده ها زیرمجموعه ای از مصورسازی است که با گرافیک آماری و داده های جغرافیایی یا مکانی (مانند نقشه موضوعی) سروکار دارد که به صورت شماتیک چکیده می شود. 
مصورسازی علمی یک تحول است ، انتخاب یا نمایش داده ها از شبیه سازی ها یا آزمایش هایی ، با یک ساختار هندسی ضمنی یا صریح ، برای امکان کاوش ، تجزیه و تحلیل و درک داده ها. مصورسازی علمی بر بازنمایی داده های مرتبه بالاتر با استفاده از روشهای گرافیکی و انیمیشن متمرکز و تأکید دارد.    حیطه های قدیمی مصورسازی علمی عبارتند از : مصورسازی جریان ، مصورسازی پزشکی ، مصورسازی نجومی و مصورسازی شیمیایی . چندین تکنیک مختلف برای مصورسازی داده های علمی وجود دارد که بازسازی ایزوسر سطح و ارائه مستقیم حجم بیشتر متداول است.

### مصورسازی آموزشی
مصورسازی آموزشی استفاده از شبیه سازی برای ایجاد تصویری از چیزی است تا بتوان در مورد آن آموزش داد. این امر در هنگام تدریس در مورد موضوعی بسیار دشوار است که به سختی می توان آن را مشاهده کرد ، به عنوان مثال ساختار اتمی ، زیرا اتم ها بسیار کوچک هستند و بدون تجهیزات علمی گران قیمت و دشوار ، نمی توان آنها را به راحتی مطالعه کرد.

### مصورسازی اطلاعات

میانگین استفاده نسبی از IPv4

مصورسازی اطلاعات متمرکز بر استفاده از ابزارهای پشتیبانی شده رایانه برای کشف مقدار زیادی از داده های انتزاعی است. اصطلاح "مصورسازی اطلاعات" در اصل توسط گروه تحقیقاتی رابط کاربر در زیراکس PARC ابداع شد و شامل Jock Mackinlay بود. عملی از مصورسازی اطلاعات در برنامه های رایانه ای شامل انتخاب ، تبدیل و نمایش داده های انتزاعی در شکلی است که تعامل انسان را برای کاوش و درک آسان می کند. جنبه های مهم مصورسازی اطلاعات ، پویایی نمایش بصری و تعامل است. تکنیک های قوی کاربر را قادر می سازد مصورسازی را در زمان واقعی تغییر دهد ، بنابراین درک بی نظیری از الگوها و روابط ساختاری را در داده های انتزاعی مورد نظر ارائه می دهد.

### مصورسازی دانش
استفاده از نمایش های تصویری برای انتقال دانش بین حداقل دو نفر با هدف بهبود انتقال دانش با استفاده از روش های مصورسازی رایانه ای و غیر مبتنی بر کامپیوتر است.  بنابراین مصورسازی که به درستی طراحی میشود نه تنها بخش مهمی از تجزیه و تحلیل داده ها را فراهم میکند بلکه فرآیند انتقال دانش را نیز انجام می دهد .  انتقال دانش ممکن است با استفاده از طرح های ترکیبی به طور قابل توجهی بهبود یابد زیرا باعث افزایش تراکم اطلاعات می شود اما همچنین می تواند وضوح را کاهش دهد. به عنوان مثال ، مصورسازی یک میدان اسکالر سه بعدی ممکن است با استفاده از سطحهای ایزو برای توزیع میدان و بافت ها برای شیب میدان انجام شود.  نمونه هایی از این قالب های تصویری عبارتند از طرح ها ، نمودارها ، تصاویر ، اشیا ، تجسم های تعاملی ، برنامه های تجسم اطلاعات و تجسم های خیالی مانند داستان ها . در حالی که مصورسازی اطلاعات بر استفاده از ابزارهای پشتیبانی شده رایانه ای برای به دست آوردن بینش جدید متمرکز است ، مصورسازی دانش بر انتقال بینش و ایجاد دانش جدید در گروه متمرکز است. همچنین نگاه کنید به: فرهنگ لغت تصویری ، فرهنگ لغت تجسمی

### مصورسازی محصول
مصورسازی محصول شامل فناوری نرم افزار مصورسازی برای مشاهده و دستکاری مدلهای سه بعدی ، طراحی فنی و سایر مستندات مربوط به اجزای تولید شده و مجموعه های بزرگ محصولات است. این یک قسمت کلیدی از مدیریت چرخه حیات محصول است . نرم افزار مصورسازی محصول معمولاً سطح بالایی از فوتورئالیسم را فراهم می کند تا بتوان یک محصول را قبل از تولید واقعی مشاهده کرد. این از توابع اعم از طراحی و طراحی تا فروش و بازاریابی پشتیبانی می کند. مصورساز فنی یکی از جنبه های مهم توسعه محصول است. در ابتدا نقشه های فنی با دست ساخته می شدند ، اما با ظهور گرافیک پیشرفته رایانه ای ، صفحه طراحی با کمک کامپیوتر (CAD) جایگزین شده است. نقشه ها و مدل های CAD دارای مزایای متعددی نسبت به نقشه های دست ساز مانند امکان مدل سازی 3 بعدی ، نمونه سازی سریع و شبیه سازی هستند . مصورسازی محصول سه بعدی نوید تجربیات تعاملی بیشتری را برای خریداران آنلاین می دهد ، اما همچنین خرده فروشان را برای غلبه بر موانع تولید محتوای سه بعدی به چالش می کشد ، زیرا تولید محتوای سه بعدی در مقیاس بزرگ می تواند بسیار پرهزینه و وقت گیر باشد. 

### ارتباط بصری
ارتباط بصری عبارت است از ارتباط ایده ها از طریق نمایش بصری اطلاعات . این تصاویر در وهله اول با تصاویر دو بعدی همراه است: الفبای عددی ، هنر ، علائم و منابع الکترونیکی . تحقیقات اخیر در این زمینه بر طراحی وب و قابلیت استفاده از گرافیک متمرکز شده است.

### تجزیه و تحلیل بصری
تجزیه و تحلیل بصری بر تعامل انسان با سیستم های تجسم به عنوان بخشی از فرایند بزرگتر تجزیه و تحلیل داده ها متمرکز است . تجزیه و تحلیل بصری به عنوان "علم استدلال تحلیلی پشتیبانی شده توسط رابط بصری تعاملی" تعریف شده است . 
تمرکز آن بر گفتمان اطلاعات انسانی (تعامل) در فضای گسترده ، پویا در حال تغییر اطلاعات است . تحقیقات تجزیه و تحلیل بصری بر پشتیبانی از عملیات ادراکی و شناختی متمرکز است که کاربران را قادر می سازد انتظارات را کشف کرده و موارد غیر منتظره را در فضاهای پیچیده اطلاعاتی کشف کنند .
فن آوری های حاصل از تجزیه و تحلیل بصری تقریباً در همه زمینه ها کاربرد دارند ، اما توسط نیازهای حیاتی (و بودجه) در زیست شناسی و امنیت ملی هدایت می شوند .

## مطالعه بیشتر
- Battiti, Roberto ؛ مائورو بروناتو (2011). هوش تجاری واکنش پذیر. از داده ها گرفته تا مدل ها تا بینش . ترنتو ، ایتالیا: Reactive Search Srl. شابک Battiti, Roberto Battiti, Roberto
- بدرسون ، بنیامین بی و بن شنیدرمن . The Craft of Visualization Information: Readings and Reflections ، Morgan Kaufmann، 2003،شابک ‎۱−۵۵۸۶۰−۹۱۵−۶ .
- کلیولند ، ویلیام اس. (1993) تجسم داده ها.
- کلیولند ، ویلیام اس. (1994) عناصر نمودار کردن داده ها.
- چارلز دی. هانسن ، کریس جانسون. کتاب تجسم ، مطبوعات دانشگاهی (ژوئن 2004).
- کراوتز ، استیون ا. و دیوید وومبل. ویرایش شده مقدمه ای در بیوانفورماتیک. توتووا ، نیویورک هومانا پرس ، 2003.
- Mackinlay, Jock D. (1999) قرائت در تجسم اطلاعات: استفاده از بینش برای تفکر . کارت ، SK ، بن شنیدرمن (ویراستاران). Morgan Kaufmann Publishers Inc. pp. 686 شابک Mackinlay, Jock D. Mackinlay, Jock D.
- ویل شرودر ، کن مارتین ، بیل لورنسن. جعبه ابزار تجسم ، تا اوت 2004.
- Spence ، Robert تجسم اطلاعات: طراحی برای تعامل (نسخه دوم) ، Prentice Hall ، 2007 ،شابک ‎۰−۱۳−۲۰۶۵۵۰−۹ .
- ادوارد آر. توفت (1992). نمایش بصری اطلاعات کمی
- ادوارد آر. توفت (1990). تجسم اطلاعات
- ادوارد آر. توفت (1997). توضیحات بصری: تصاویر و مقادیر ، شواهد و روایت.
- متیو وارد ، جورج گرینشتاین ، دانیل کیم. تجسم داده های تعاملی: مبانی ، تکنیک ها و کاربردها. (مه 2010).
- ویلکینسون ، للاند . Grammar of Graphics، Springerشابک ‎۰−۳۸۷−۲۴۵۴۴−۸

## لینک های خارجی
- موسسه ی ملی استانداردها و تکنولوژی
- آموزشهای تجسم علمی ، فناوری جورجیا
- استودیوی تجسم علمی (ناسا)
- Visual-literacy.org (به عنوان مثال جدول تناوبی روشهای تجسم )